# Butternut (Wisconsin)
Butternut is een plaats (village) in de Amerikaanse staat Wisconsin, en valt bestuurlijk gezien onder Ashland County.

## Demografie
Bij de volkstelling in 2000 werd het aantal inwoners vastgesteld op 407. In 2006 is het aantal inwoners door het United States Census Bureau geschat op 380, een daling van 27 (-6,6%).

## Geografie
Volgens het United States Census Bureau beslaat de plaats een oppervlakte van 4,1 km², geheel bestaande uit land. Butternut ligt op ongeveer 456 m boven zeeniveau.

## Plaatsen in de nabije omgeving
De onderstaande figuur toont nabijgelegen plaatsen in een straal van 48 km rond Butternut.